# Lambom Island
Lambom Island – in der deutschen Kolonialzeit Lambóm, Lombom oder Lumbom (vorher Wallis Island oder Isle aux Marteaux genannt) – ist eine Insel, die zu der Provinz Neuirland von Papua-Neuguinea gehört. Administrativ ist sie Teil des Konoagil Rural LLG (Local-Level Government). Die Insel liegt vor der Westküste des äußersten Südens Neuirlands innerhalb der Lassim Bucht durch einen schmalen Kanal von der Hauptinsel und der dortigen Siedlung Lambom getrennt. Sie ist etwa fünf Kilometer breit, drei Kilometer lang und überwiegend von Flachland mit andesitischen Erhebungen und Korallenkalken geprägt. Unmittelbar südöstlich der Insel liegt das Kap St. George, der südlichste Punkt Neuirlands. Die Insel weist eine zerklüftete, annähernd dreieckige Form mit einigen Buchten, wie etwa der Surf Bay und der Turtle Bay, auf.
Die Insel wurde 1767 von dem britischen Seefahrer und Entdecker Philipp Carteret entdeckt und Wallis Island genannt. 1768 wurde die Insel von dem französischen Entdecker Louis Antoine de Bougainville erneut erreicht und Isle aux Marteaux genannt.
Die Insel wurde Ende des 19. Jahrhunderts Teil der Deutschen Schutzgebiete in der Südsee und war zu dieser Zeit bereits bewohnt.